# Peyton List (Schauspielerin, 1986)

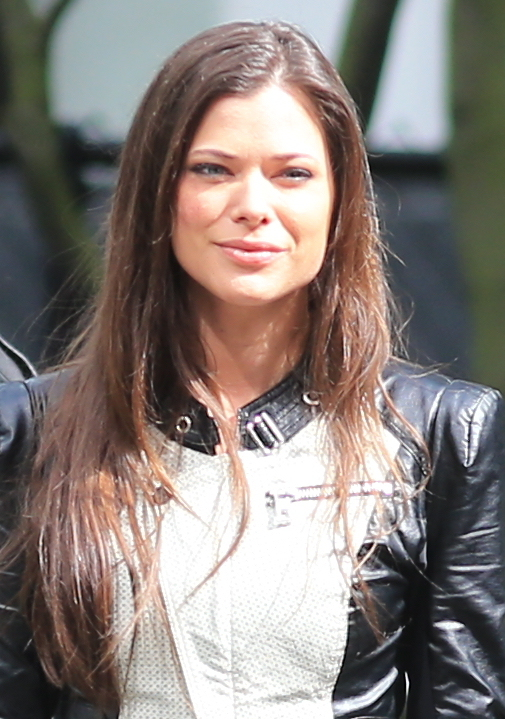
Peyton List (2014)

Peyton List (* 8. August 1986 in Baltimore, Maryland) ist eine US-amerikanische Schauspielerin.

## Leben und Karriere
Geboren 1986 in Baltimore im Bundesstaat Maryland, hatte Peyton List ihren ersten Auftritt in einem Werbeclip für ein Convenience-Produkt der Firma Kraft Foods. Nachdem sie bereits in den Serien Sex and the City und Law & Order: Special Victims Unit aufgetreten war, erhielt sie im Alter von 15 Jahren die durchgehende Rolle Lucy Montgomery in der Seifenoper Jung und Leidenschaftlich – Wie das Leben so spielt, die sie von Amanda Seyfried übernahm. Bekannt wurde sie durch ihre Rolle in der AMC-Serie Mad Men und ihre Besetzung im Hauptcast der Serie FlashForward. Von 2013 bis 2014 war sie als Cara in der The-CW-Science-Fiction-Fernsehserie The Tomorrow People in einer Hauptrolle zu sehen. Ab 2018 trat sie in der Krimiserie Gotham als Nachfolgerin von Maggie Geha in der Rolle der Poison Ivy auf. Die Comicfigur der Poison Ivy verkörperte sie nach dem Ende der Serie außerdem im Zeichentrickfilm Batman: Hush, hier lieh sie Ivy im Original ihre Stimme.

## Filmografie (Auswahl)
- 2000: Sex and the City (Fernsehserie, Folge 3x15)
- 2001, 2003, 2017: Law & Order: Special Victims Unit (Fernsehserie, 3 Folgen, verschiedene Rollen)
- 2001–2005: Jung und Leidenschaftlich – Wie das Leben so spielt (As the World Turns, Seifenoper, 313 Folgen)
- 2005: Just Legal (Fernsehserie, Folge 1x01)
- 2005: Das größte Spiel seines Lebens (The Greatest Game Ever Played)
- 2005: Without a Trace – Spurlos verschwunden (Without a Trace, Fernsehserie, Folge 4x03)
- 2005: CSI: Miami (Fernsehserie, Folge 4x07)
- 2005: CSI: NY (Fernsehserie, Folge 2x07)
- 2005, 2010: Smallville (Fernsehserie, 2 Folgen)
- 2006: One Tree Hill (Fernsehserie, Folge 3x14)
- 2006: Windfall (Fernsehserie, 10 Folgen)
- 2006: Day Break (Fernsehserie, 3 Folgen)
- 2007–2008: Big Shots (Fernsehserie, 10 Folgen)
- 2008: Im Rausch der Höhe (Deep Winter)
- 2008: Shuttle
- 2008: Moonlight (Fernsehserie, Folge 1x14)
- 2008: Deep Winter
- 2008: Ghost Whisperer – Stimmen aus dem Jenseits (Ghost Whisperer, Fernsehserie, Folge 4x04)
- 2008: CSI: Vegas (CSI: Crime Scene Investigation, Fernsehserie, Folge 9x05)
- 2008–2013: Mad Men (Fernsehserie, 15 Folgen)
- 2009: Monk (Fernsehserie, Folge 7x15)
- 2009–2010: FlashForward (Fernsehserie, 14 Folgen)
- 2010: Hawaii Five-0 (Fernsehserie, Folge 1x11)
- 2012: House of Lies (Fernsehserie, Folge 1x07)
- 2012: Meeting Evil
- 2012: 90210 (Fernsehserie, 4 Folgen)
- 2013–2014: The Tomorrow People (Fernsehserie, 22 Folgen)
- 2014: Playing It Cool
- 2015: The Flash (Fernsehserie, 3 Folgen)
- 2015: Blood & Oil (Fernsehserie, 6 Folgen)
- 2016–2017: Frequency (Fernsehserie, 14 Folgen)
- 2018–2019: Gotham (Fernsehserie, 5 Folgen)
- 2018: Colony (Fernsehserie, 9 Folgen)
- 2020: Star Trek: Picard (Fernsehserie, 7 Folgen)
- 2020–2021: Charmed (Fernsehserie, 5 Folgen)
- ab 2021: The Rookie (Fernsehserie)
- 2021–2022: Blade Runner: Black Lotus (Fernsehserie, 5 Folgen, Stimme)
- 2022: A Maple Valley Christmas (Fernsehfilm)
- 2023: Spinning Gold
- 2024: Navy CIS: Hawaiʻi (NCIS: Hawaiʻi, Fernsehserie, Folge 3x05)
- 2024: 9-1-1: Lone Star  (Fernsehserie, Folge 5x09)